# Penzjinagebergte
Het Penzjinagebergte (Russisch: Пенжинский хребет; Penzjinski chrebet) is een bergketen in de Russische kraj Kamtsjatka. De bergrug is gelegen tussen de Penzjinabaai en de riviervallei van de Penzjina aan de ene zijde en de vallei van de Parapolski Dol aan de andere zijde. Het gebergte loopt in noordoostelijke richting langs de kust over een lengte van 420 kilometer met hoogtes tot 1045 meter en bestaat uit een complex van uitvloeiingsgesteenten, zandsteen en schisten.
Het gebergte is gefragmenteerd geraakt door de valleien van de rivieren uit het stroomgebied van de Penzjina en Talovka. Tot een hoogte van 300 tot 700 meter komen af en toe Siberische dwergdennen voor. Daarboven groeit voornamelijk gras-korstmosachtige toendravegetatie.